# Шафран золотистий
Шафран золотистий, або крокус золотистий (Crocus chrysanthus) — вид багаторічних трав'яних цибулинних рослин родини півникових (Iridaceae).

## Розповсюдження та екологія
У дикому вигляді росте в Греції, Македонії, Албанії, Болгарії та Туреччині на гірських луках, пасовищах, кам'янистих схилах і в розріджених лісах.
Широко поширений у культурі.

## Ботанічний опис
Поліморфний вид, до 20 см заввишки.

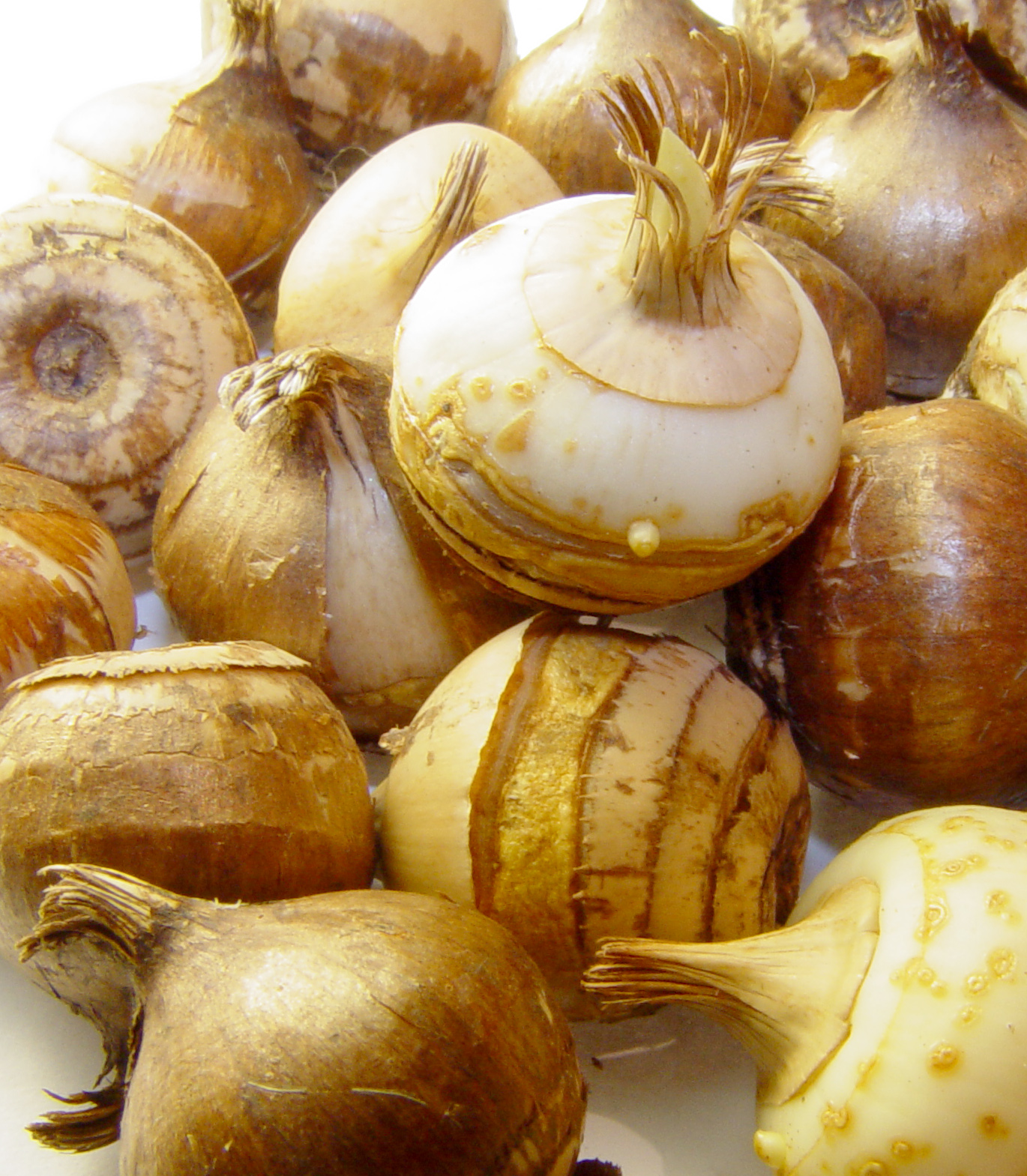
Цибулини Crocus chrysanthus 'Dorothy'

Бульбоцибулини сплюснуто-кулеподібні.
Лиски вузькі, розвиваються під час цвітіння.
Квітки золотисто-жовті, частки оцвітини відгинаються убік, із зовнішньої сторони блискучі. Деякі форми можуть мати ззовні при основі коричневі підпалини або смужки. Пиляки оранжеві, стовпчики червонувато-оранжеві.

## У культурі
У культурі від 1841 року.
USDA-зони: від 3a (−37.2 °C… −40 °C), до 9b (−1.1 °C… −3.9 °C).
Декоративна садова рослина. У культурі поширено кілька декоративних сортів.
У літній час вимагає відносно сухого ґрунту.

## Деякі сорти ігібриди

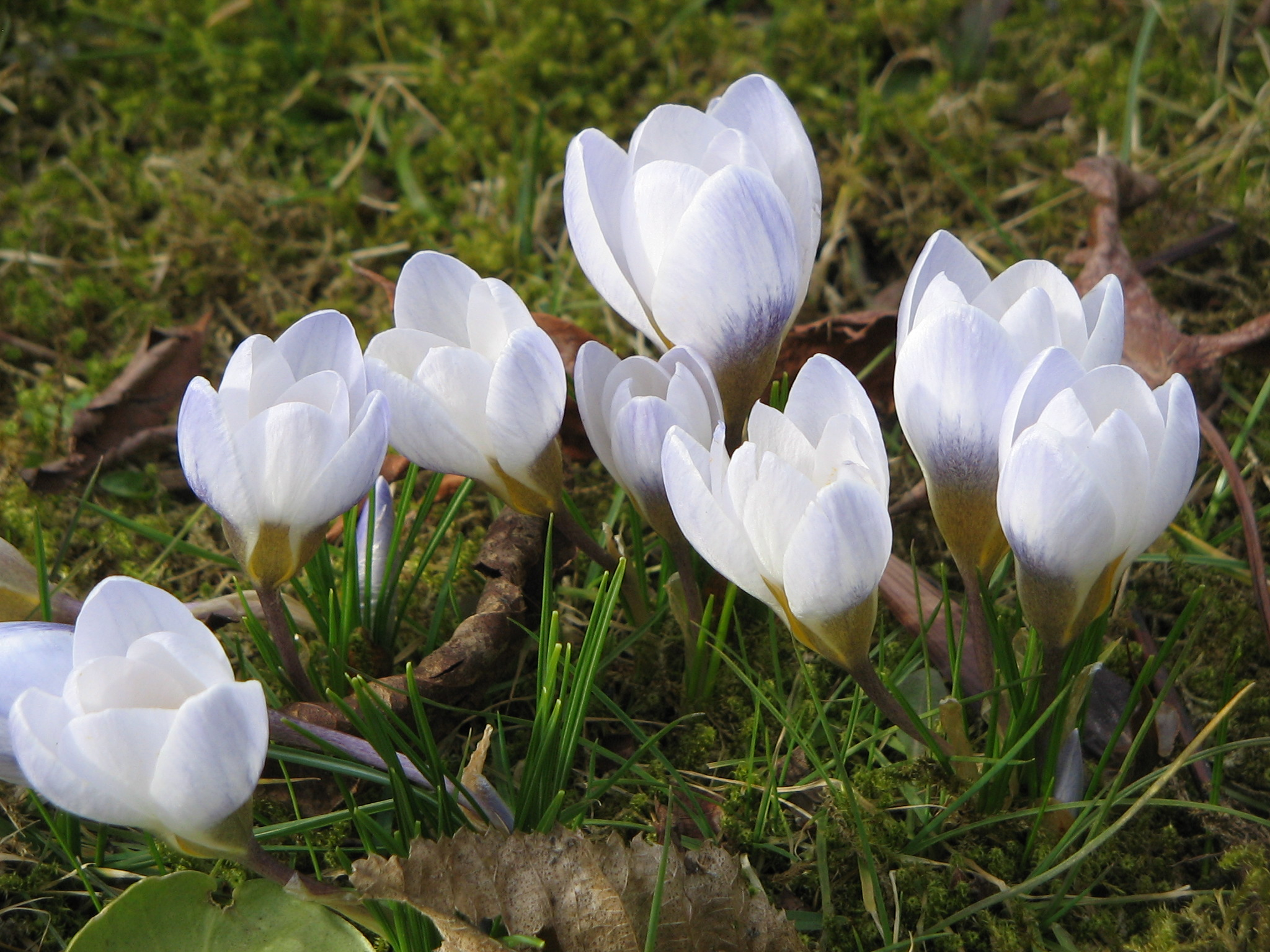
Crocus 'Blue Pearl'

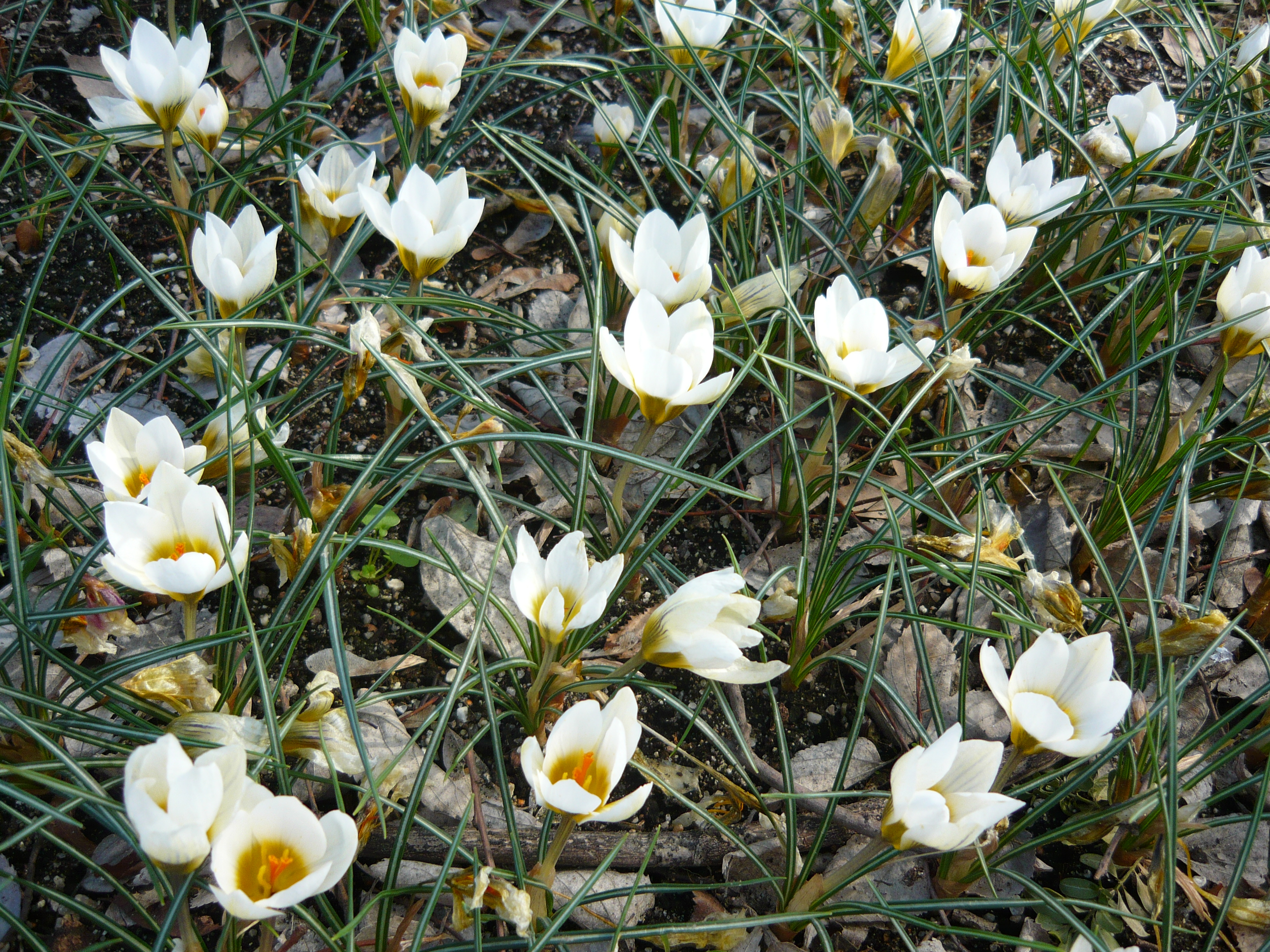
Crocus 'Snow Bunting'

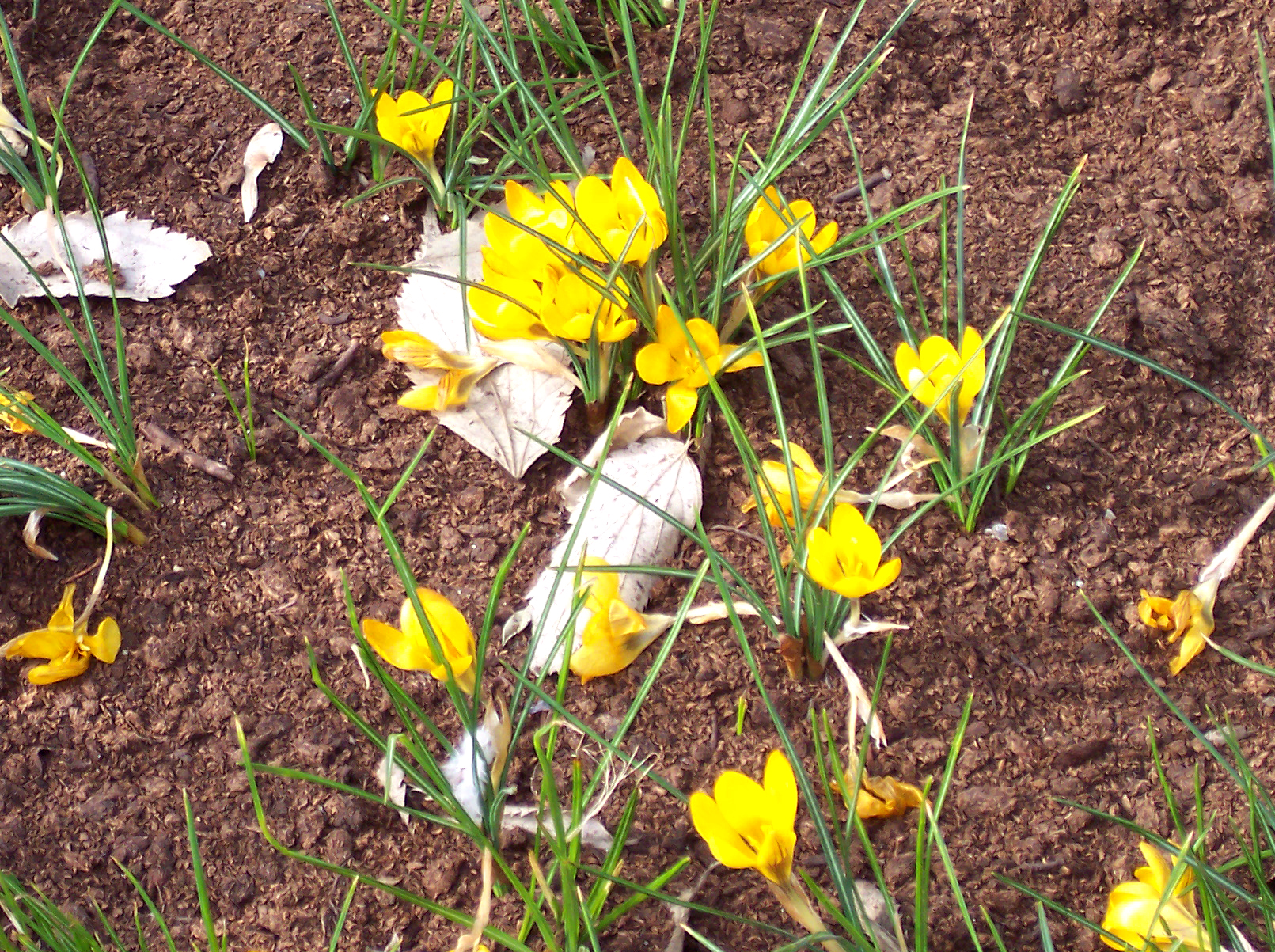
Crocus 'Zwanenburg Bronze'

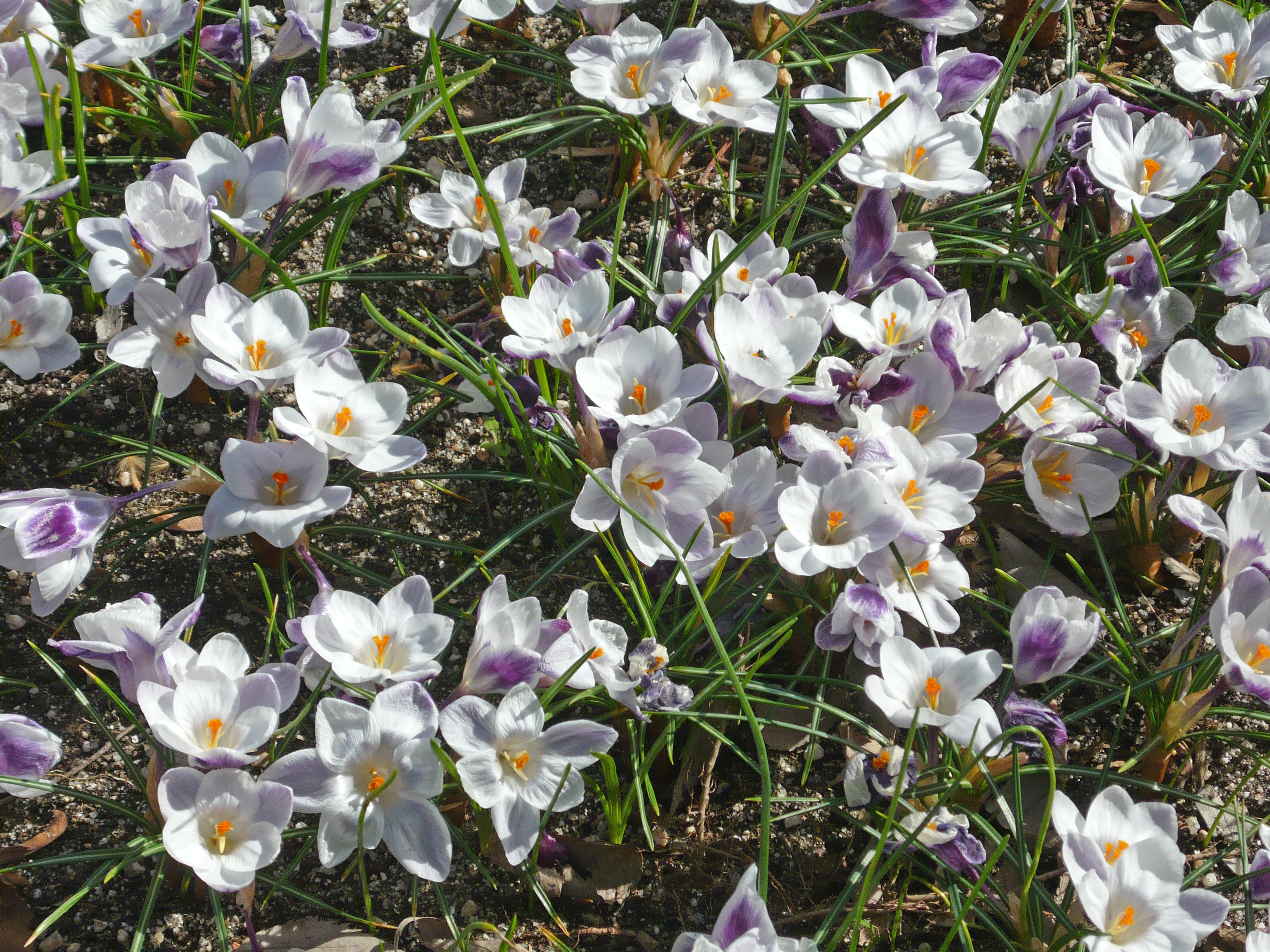
Crocus 'Prins Claus'

Деякі з сортів, що вважаються видовими рослинами, мають гібридне походження.
- Crocus × bornmuelleri =(Crocus biflorus × Crocus chrysanthus)[3].
- 'Advance' G.H. Hageman, 1953 рік — квітки двоколірні, кремово-білі з жовтим центром і бузковим нальотом на зовнішніх пелюстках[4]. Хромосоми: 2n=9[4].
- 'Ard Schenk' C.M. Berbee, 1974 рік — квітки білі, кожна пелюстка з короткою зеленою жилкою, центр бронзово-жовтий[5]. Висота рослин близько 15 см.
- 'Aubade' C.M. Berbee, 1959 рік — квітки білі з жовтим центром[6].
- 'Bloemfontein' C.M. Berbee, 1958 рік — квітки білі з попелясто-синім нальотом з зовнішньої сторони, центр темно-жовтий[7].
- 'Blue Bird' G.H. Hageman, 1951 — квітки білі, горло жовте, зовнішні пелюстки з великою фіолетовою плямою і білими краями. Хромосоми: 2n = 18. Висота рослин до 15 см[8].
- 'Blue Butterfly' H.Mc.D. Edelsten — квітки темно-фіолетові[9].
- 'Blue Bonnet' (Блю Боніт) — оцвітина ніжно-блакитна, в зіві жовтувата, до 3 см завдовжки. У базі даних[10] зареєстрованих сортів Royal General Bulb Growers 'Association (KAVB) немає[10].
- 'Blue Dream' Janis Ruksans, 2009 — сорт створений латвійським селекціонером. Я. Рукшансом. Квітки синьо-фіолетові з жовтим горлом. Висота рослин до 9 см[11].
- 'Blue Giant' G.H. Hageman, 1955 — квітки фіолетові з бронзово-жовтим горлом[12].
- 'Blue Jacket' C.M. Berbee, 1959 — квітки блакитно-білі з жовтим центром[13].
- 'Blue Pearl' G.H. Hageman — квітки білі з ніжно-блакитним, горло темно-жовте. Хромосоми: 2n = 8[14].
- 'Blue Peter' Tubergen — квітки синьо-фіолетові з великим жовтим центром. Хромосоми: 2n = 8[15].
- 'Blue Princess' P. de Jager & Sons, 1973 — квітки сині з блідо-жовтим центром[16].
- 'Blue Throat' E.A. Bowles — сорт має невизначений статус. Квітки білі[17].
- 'Brassband' P.B. van Eeden, 1972 — квітки солом'яно-жовті[18].
- 'Bullfinch' E.A. Bowles — горло помаранчеве, внутрішня частина квіток чисто біла, зовні вершково-жовта[19].
- 'Buttercup' Tubergen, 1952 — квітки жовті, зовнішні пелюстки з перистим малюнком[20].
- 'Canary Bird' Tubergen — квітки помаранчеві з пурпурово-коричневим. Хромосоми: 2n = 9[21].
- 'Charmer' Janis Ruksans, 2009 — сорт створений латвійським селекціонером Я. Рукшансом. Висота рослин близько 9 см. Квітки блідо-жовті з блакитно-фіолетовим, горло жовте. Тичинки жовті[22].
- 'Constellation' P.B. van Eeden, 1971 — рослини невеликого розміру, квітки забарвлені у бронзові тони, центр блідо-золотисто-жовтий[23].
- 'Cream Beauty' G.H. Hageman, 1943 — квітки вершково-жовті з бронзово-зеленою основою. Хромосоми: 2n = 8[24].
- 'Crescendo' C.M. Berbee, 1970 — квітки великі. Зовнішні листочки з фіолетовими «перами» по білій основі. Внутрішні листочки білі з напівпрозорими смужками[25].
- 'Cum Laude' C.M. Berbee, 1957 — квітки великі, всередині лимонно-жовтого, зовні солом'яно-жовтого кольору. Зовнішні пелюстки з пурпурно-фіолетовими плямами[26].
- 'Cupido' C.M. Berbee — квітки дрібні, всередині білі з жовтим центром, зовні білі внутрішні пелюстки з сірувато-жовтими плямами і вузькими синіми плямами[27].
- 'Dandy' P. de Jager, 1960 — квітки жовті з бронзово-цинамоновим[28].
- 'Distinction' P.B. van Eeden, 1973 — квітки сині з більш темними жилками, основа вохристо-жовта[29].
- 'Dorothy' Barr & Sons — квітки світло-жовті, зовнішні пелюстки з бронзовими смужками. Введений у культуру до 1940 року[30].
- 'E.A. Bowles' — квітки подовгуваті, лимонно-жовтого забарвлення з бронзово-зеленою основою з багряними краями. Квітки більші, ніж у 'E.P. Bowles'. Хромосоми: 2n = 8[31].
- 'Elegance' P.B. van Eeden, 1985 — квітки яскраві, лимонно-жовті, зовнішні пелюстки матово-сіро-цинамонові з лимонно-жовтим краєм[32].
- 'Elegant' C.M. Berbee, 1961 — внутрішня частина квіток блідо-фіолетова з бронзовим центром, на внутрішніх пелюстках з темно-сині плями[33].
- 'Eye-catcher' P.B. van Eeden, 1971 — квітки жовті з сідувато-білим малюнком, за межами внутрішніх пелюсток сідувато-білі з фіолетовою основою і з маленьким білим краєм, зовнішні пелюстки темно-сливового кольору, пильники блідо-жовті. Хромосоми: 2n = 8[34].
- 'E.P. Bowles' — квітки лимонно-жовтого забарвлення з бронзовою основою. Квітки менше, чим у 'E.A. Bowles'. У культурі з 1935 року[35].
- 'Frost Bound' P. de Jager & Sons, 1973 — квітки білі[36].
- 'Fuscotinctus' Tubergen — квітки жовті, зовнішні пелюстки повністю покриті перистими фіолетовими смужками. У культурі понад 100 років[37]. У південних регіонах 'Fuscotinctus' зацвітають на тиждень пізніше, ніж 'Gypsy Girl' і на два тижні раніше 'Goldilocks'. Висота листя вище, чим у 'Gypsy Girl'[38].
- 'Gipsy Girl' G.H. Hageman — квітки великі, жовті, зовнішні пелюстки прикрашені коричневим квітом[39]. У південних регіонах 'Gypsy Girl' зацвітають на тиждень раніше 'Fuscotinctus'. Висота листя менша, ніж у 'Fuscotinctus'.
- 'Glory of Breezand''Glory of Breezand' C.M. Berbee, 1957 — квітки великі, жовтого (RGB (253, 238, 0)) кольору з плямами фіолетового кольору, центр квітки темно-жовтий[40].
- 'Goldene Sonne' G.H. Hageman — квітки рівномірно-жовті, основа бронзово-зелена з вузькими фіолетовими смужками. У культурі з'явилася до 1944 року[41].
- 'Goldfasan' C.M. Berbee, 1970 — квітки рівномірно-жовті, база слідно-жовто-цинамоновою плямою, квіткова трубка біла з пурпурним[42].
- 'Goldilocks' Barr & Sons, 1950 — квітки темно-жовті, пелюстки округлені, фіолетово-цинамонова основа[43]. У південних регіонах зазвичай зацвітають на два тижні пізніше 'Fuscotinctus' і на три тижні пізніше 'Gipsy Girl'.
- 'Goldmine' Janis Ruksans, 2009 — сорт створений латвійським селекціонером Я. Рукшансом. Висота рослин при 8 см. Квітки напівмахрові, жовті[44].
- 'Grand Gala' C.M. Berbee, 1958 — квітки великі, жовті. Квіткова трубка з пурпурно-зеленим кольором, що переходить у перистий фіолетовий малюнок на трьох зовнішніх пелюстках[45].
- 'Harlequin' Tubergen — квітки жовті (HCC 603/1), всі пелюстки з бронзовою основою, зовнішні пелюстки з перистим фіолетовим (HCC 937) малюнком. Нагороди: T.G.A.-B.C. 1959[46].
- 'Herald' P.B. van Eeden, 1971 — квітки жовті (5D), центр — 12B, внутрішні пелюстки — 2D, квіткова трубка блідо-бронзово-зелена, зовнішні пелюстки з фіолетовим (79C), пильники блідо-жовті. Нагороди: T.G.A.-B.C. 1971; A.M.-B.C. 1972[47].
- 'Ivory Glory' G.H. Hageman, 1950 — квітки жовті (HCC 505/1), внутрішні пелюстки білі з жовтим. Нагороди: A.M.-R.H.S. 1966[48].
- 'Jeannine' Tubergen, 1973 — діаметр квіток 5 см, горло бронзове, пелюстки жовті, внутрішня частина 8C/D. Зовнішні пелюстки з перистим фіолетовим (79B) малюнком, краї жовті (8D)[49].
- 'Jester' H.Mc.D. Edelsten — квітки жовті, у зовнішній частині фіолетові смужки. Нагороди: A.M.-B.C. 1953[50].
- 'Johan Cruyff' (syn. 'Glück') C.M. Berbee, 1959 — квітки сині з рожево-фіолетовими плямами, центр темно-жовтий, зовнішня сторона з плямами бронзового кольору[51].
- 'Ladykiller' G.H. Hageman, 1953 — квітки блідо-лілові, зовнішні пелюстки з білим краєм. Хромосоми: 2n = 8. Нагороди: A.M.-B.C. 1953, F.C.C.-B.C. 1953, A.M.-R.H.S. 1965, A.G.M.-R.H.S. 1992. Висота рослин 8—10 см[52]. Можливо є гібридом Crocus chrysanthus × Crocus biflorus.
- 'Lemon Queen''Lemon Queen' Barr & Sons, 1915 — квітки жовті з блакитним. Нагороди: A.M.-R.H.S. 1915[53]. У культурі поширений не зареєстрований сорт Crocus korolkowii 'Lemon Queen' c лимонно-жовтим забарвленням квітів[54].
- 'Lentejuweel''Lentejuweel' C.M. Berbee, 1957 — квітки жовті, 3 зовнішніх пелюстки невеликими ділянками покритий коричневими перистими малюнками[55].
- 'Lilliputaner' C.M. Berbee, 1959 — квітки білі, основа пелюстків з фіолетовим краєм[56].
- 'Magic' P. de Jager & Sons, 1973 — квітки великі, лимонно-жовті, центр вохристо-жовтий, зовнішня сторона пелюстків з перистим фіолетовим малюнком, квіткова трубка блідо-бронзово-жовта[57].
- 'Mannequin' C.M. Berbee, 1959 — квітки блідо-жовті з темним центром, квіткова трубка з сіро-блакитним[58].
- 'Mariëtte' Tubergen, 1956 — квітки лимонно-жовтого кольору, база бронзового кольору, зовнішні пелюстки з перистим темно-червоним малюнком. Нагороди: T.G.A.-B.C. 1959, H.C.-R.H.S. 1965[59].
- 'Marion' Hageman, 1953 — квітки солом'яно-жовті з фіолетовим. Нагороди: A.M.-B.C. 1953, F.C.C.-B.C. 1954[60].
- 'Moonlight' Tubergen — квітки солом'яно-жовті (HCC 604 / 2), основа бронзового кольору з переходом у перистий фіолетовий малюнок. Нагороди: A.M.-R.H.S. 1924, A.M.-B.C. 1931, F.C.C.-B.C. 1933[61].
- 'Morning Star' G.H. Hageman — квітки білі, з бронзово-жовтим центром. У зовнішній частині пелюстки жовті (HCC 503) з фіолетовими плямами. Нагороди: A.M.-B.C. 1954[62].
- 'Mystic' P. de Jager, 1973 — квітки жовті з коричневим центром, зовнішні пелюстки з перистим фіолетовим малюнком[63].
- 'Nanette' Tubergen, 1949 — квітки великі, кремово-жовті, зовнішні пелюстки з фіолетовою плямою[64].
- 'Parade' C.M. Berbee, 1959 — квітки відносно великі, молочно-білі, з синім нальотом[65].
- 'Paradiso' C.M. Berbee, 1959 — квітки всередині білі, невеликий центр жовтий, зовнішні пелюстки з 5 короткими синіми смужками[66].
- 'Prins Claus' C.M. Berbee, 1967 — квітки великі, білі, з зовнішньої сторони з синіми плямами[67]. Квітки мають пряно-солодкий аромат.
- 'Snow Bunting' E.A. Bowles, 1926 — квітки білі, центр бронзово-жовтий. Хромосоми: 2n = 8[68].
- 'Symphonia' C.M. Berbee, 1959 — квітки білі з сірувато-синім, центр золотисто-жовтий[69].
- 'Topolino' C.M. Berbee, 1970 — квітки дрібні, внутрішні пелюстки майже рівномірно зелено-синього кольору на жовтім тлі, з коричнево-жовтими плямами, внутрішні пелюстки коричнево-фіолетові[70].
- 'Trance' C.M. Berbee, 1959 — квітки блідо-жовті з фіолетово-блакитними, у центрі трохи темніший, на зовнішніх пелюстках 7 темних смужок[71].
- 'Uschak Orange' — квітки яскраво жовто-помаранчеві. Форма знайдена в Туреччині біля міста Ушак, введена у культуру M.H. Hoog[72].
- 'Warley' (syn. 'Large Warley White') — квітки білі з широкими фіолетовими жилками на пелюстках. Центр коричнево-жовтий[73].
- 'Zwanenburg Bronze' Tubergen — квітки великі, жовті, зовні майже повністю коричневі з вузькими жовтими краями[74].